# HTC Legend
HTC Legend – smartfon zaprojektowany przez firmę HTC. Jego premiera miała miejsce 16 lutego 2010 na targach Mobile World Congress. Do sprzedaży trafił 31 marca 2010 roku.